# Névremont
Névremont is een plaats in de Belgische gemeente Fosses-la-Ville. Névremont ligt in de provincie Namen.